# Xenyllogastrura steineri
Xenyllogastrura steineri is een springstaartensoort uit de familie van de Hypogastruridae. De wetenschappelijke naam van de soort is voor het eerst geldig gepubliceerd in 1992 door Jordana & Arbea.